# Cassipourea lescotiana
Cassipourea lescotiana là một loài thực vật có hoa trong họ Rhizophoraceae. Loài này được J.-G.Adam mô tả khoa học đầu tiên năm 1971.